# Mai Tai Sing
Mai Tai Sing (Oakland, 22 de diciembre de 1923 – Hawái, 11 de julio de 2018) fue una actriz y empresaria estadounidense. Entre sus trabajos como actriz figuran las series de televisión Hong Kong, Forbidden y Strange Portrait.

## Primeros años
Nació en Oakland, California, con el nombre de May Tsang. Pasó la mayor parte de su infancia en Hong Kong. Cuando tenía unos catorce años, se trasladó con su familia a la bahía de California. Uno de sus primeros trabajos fue de camarera en el club nocturno Forbidden City. Fue allí donde empezó a interesarse por la interpretación.
A principios de los años cuarenta, se convirtió en corista. Conoció a Wilbur y Jessie Tai Sing, un dúo de bailarines. Más tarde sustituyó a Jessie. En 1942 estaba casada con Wilbur Tai Sing, con quien tuvo dos hijos.
En los años sesenta mantuvo una relación sentimental con el actor Jeffrey Hunter. En un artículo publicado en The Milwaukee Sentinel se decía que iban a casarse. En esa época habían trabajado juntos en la película Strange Portrait. En la década de 1970 se trasladó a Hawái.

## Papeles de cine y televisión

### Cine
En 1953, apareció en una película con Tony Curtis, en el papel de Soo Lee. Forbidden fue dirigida por Rudolph Maté. En el reparto también figuraban Joanne Dru y Victor Sen Yung. Su último papel en el cine fue en la malograda Strange Portrait, protagonizada por Jeffery Hunter. En esta película interpretaba a una mujer rica pero reclusa y demente que vive sola en una mansión y tiene una obsesión con un retrato de su marido que la había abandonado.

### Televisión
En la década de 1950 apareció en dos episodios de The New Adventures of China Smith, también conocida como The Affairs of China Smith, una serie de acción y aventuras sobre un aventurero estadounidense que vivía en Singapur. El papel principal fue interpretado por Dan Duryea. A principios de la década de 1960 tuvo un papel recurrente como Ching Mei en la serie Hong Kong. 
 Interpretó a la propietaria de The Golden Dragon, un club de cena. En el reparto figuraban Rod Taylor y Lloyd Bochner.
También presentaría películas de Charlie Chan en el canal 44, una cadena de televisión local de San Francisco.

## Dirección de clubes

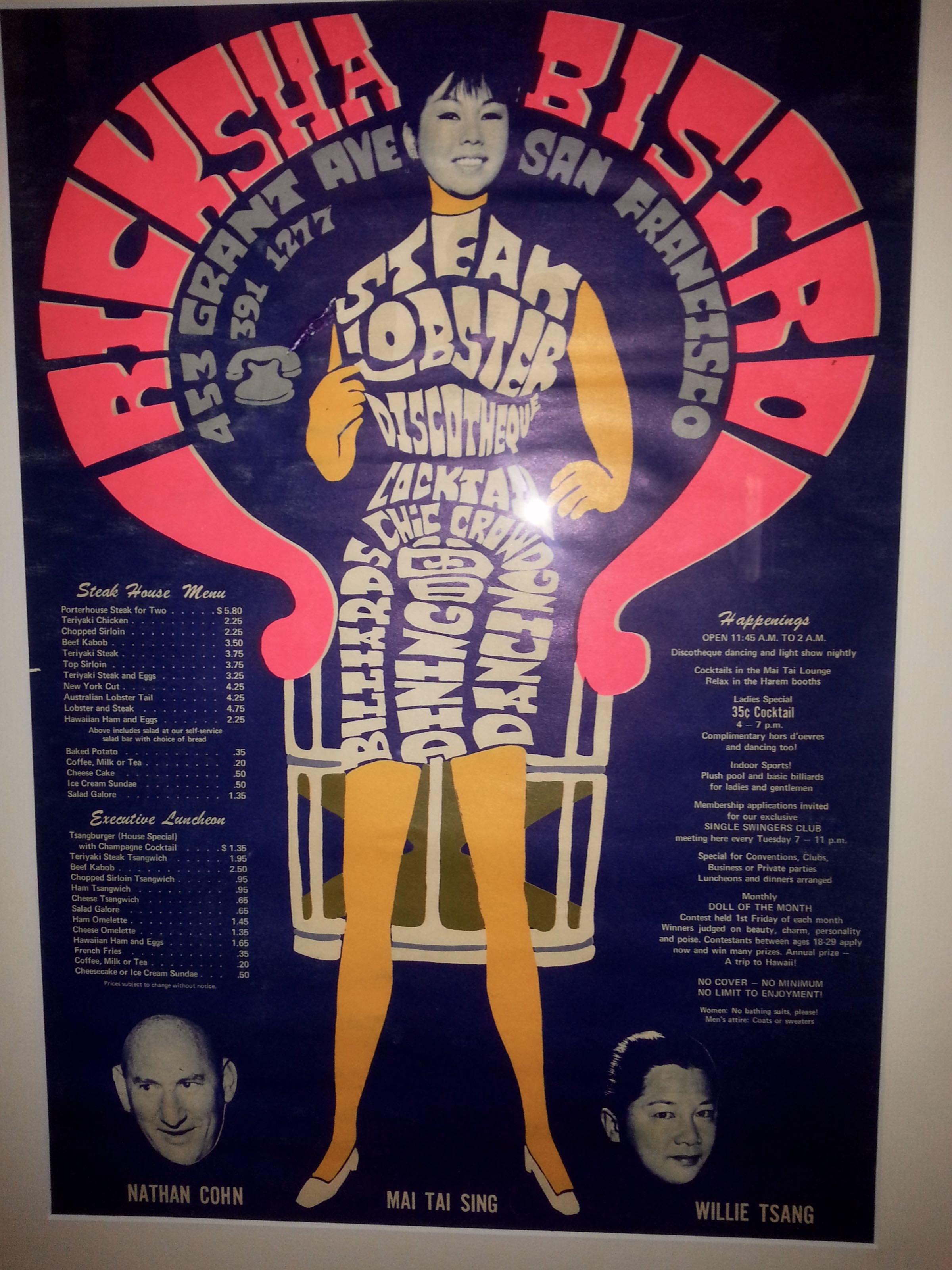
Cartel de publicidad por Ricksha Bistro en San Francisco

Su relación con los clubes se remonta a la década de 1940 como corista, con el tiempo acabaría en la dirección. Uno de los clubes que dirigió fue The Rickshaw, en San Francisco. Ese club es conocido por una noche en la que pasaron por allí John Lennon, Ringo Starr y Billy Preston.
Se trasladó a Hawái en la década de 1970. Otro club que dirigió fue «Trappers», situado en el Hyatt Waikiki. En él actuaba el Betty Loo Taylor Trio. Fue anfitriona y directora del local hasta su retiro en 2003, a los 79 años. Su retiro supuso 28 años de gestión y de anfitriona en Trappers y, más tarde, en Ciao Mein.

## Filmografía

### Televisión
- Jake and the Fatman,  Episodio: "Chinatown, My Chinatown" (1990) ... Azafata
- Hawaii Five-O,  Episodio: "Wooden Model of a Rat" (1975) ... Reportera #2
- Sam Benedict Episodio: "Nothing Equals Nothing" ... Lily Sin
- Hong Kong, Episodio: "The Runaway" (1961) ... Ching Mei
- Hong Kong, Episodio: "Murder by Proxy" (1961) ... Ching Mei
- Hong Kong, Episodio: "With Deadly Sorrow" (1961) ... Ching Mei
- Hong Kong, Episodio: "The Hunted" (1961) ... Ching Mei
- Hong Kong, Episodio: "Lesson in Fear" (1961) ... Ching Mei
- Hong Kong, Episodio: "Suitable for Framing" (1961) ... Ching Mei
- The New Adventures of China Smith Episodio: "The Black Wings of the Fire Bird" (1954) ... Moonflower
- The New Adventures of China Smith Episodio: "The Talons of Tongking" (1954) ... Ah Chee

### Cine
- The Golden Horde (1951) ... Bailarina
- Forbidden (1953) ... Soo Lee
- Strange Portrait (1966)
- Forbidden City U.S.A  (1988) ... Material de archivo [19]

## Enlaces
- Mai Tai Sing Historical Essay
- Mai Tai Sing en Internet Movie Database (en inglés).